# Rojo y Negro
Rojo y Negro (« Rouge et Noir ») est une revue anarcho-syndicaliste fondée en 1984 par la Confédération générale du travail (Espagne),.

## Histoire
L’histoire de la revue débute en janvier 1984, peu après la scission subie par la CNT. Ce départ donnera naissance à la CNT-Rénovée qui deviendra la CGT.  Le rythme de parution du journal est d'abord irrégulier avant de devenir mensuel à partir de 1988. 
Aujourd’hui, 20 000 abonnés reçoivent le journal à domicile, et dix mille exemplaires sont servis aux sections locales pour être diffusés lors des activités syndicales et d'agitation sociale.